# Алогия
Ало́гия (от др.-греч. ἀ- — без и λόγος — слово, замысел) или бе́дность ре́чи — ограниченное использование речи при психических расстройствах. Нехватка дополнительного, спонтанного содержания в речи, встречающаяся обычно у больных шизофренией и рассматривающаяся как её негативный симптом.

## Психические расстройства с алогией
В Диагностическом и статистическом руководстве по психическим расстройствам DSM-IV алогия описывается как негативный симптом шизофрении (наряду с абулией и уплощением аффекта), характеризующийся краткими, лаконичными и пустыми ответами. Алогия часто встречается при кататонической шизофрении и аутизме:106.

## Пример алогии
Пример алогии как бедности речи:
| Алогия | Нормальная речь                                          |
| --- | -------------------------------------------------------- |
| Q: Вы знаете, который час? A: Да. Q: Который час? A: Два. Q: Два часа ровно? A: Нет. Q: Два часа и сколько минут? A: Семнадцать. | Q: Вы знаете, который час? A: Два часа семнадцать минут. |

## Терапия
Дексамфетамин показал умеренную эффективность в облегчении негативных симптомов шизофрении, в том числе алогии. Однако он утяжеляет позитивную симптоматику (например, галлюцинации). Мапротилин также использовался при терапии алогии, и показал снижение тяжести алогии на 50 %. Бедность речи может сильно усложнить психотерапию из-за значительных трудностей в поддержании разговора.

## Другие значения термина «алогия»
В российской психиатрии и медицинской психологии альтернативное значение термина «алогия» — грубое нарушение логичности в суждениях — расстройство мышления, встречающееся при умственной отсталости, при тяжёлых психозах и при редукции моторной афазии. Тем не менее, в этом значении термин практически неупотребим из-за недостатка определённости:39.
Иногда термин также может использоваться как синоним термина афазия.